# Gardyne Castle
Gardyne Castle ist ein Tower House etwa 2 km südwestlich des Dorfes Friockheim in der schottischen Council Area Angus. Das Gebäude aus dem 16. Jahrhundert, das heute immer noch als Wohnhaus der Eignerfamilie dient, hat Historic Scotland als historisches Bauwerk der Kategorie A gelistet.

## Geschichte
Der Clan Gardyne ließ das Tower House erbauen und auf einem Stein ist die Jahreszahl 1568 eingeritzt. Der Datumsstein trägt auch das Wappen von König Jakob VI. und das Motto „God save the King“. Zusammen mit dem besonderen Stil einiger architektonischer Details, wie zum Beispiel die Scharwachtürme mit konischen Dächern, legt dies den Schluss nahe, dass das Haus im Stuart-Stil erstellt wurde und zu Zeiten des neuen Königs, der im Gegensatz zu seiner abgesetzten Vorgängerin, Maria Stuart, stand.
Die Gardynes pflegten eine langandauernde Fehde mit den Guthries vom nahegelegenen Guthrie Castle, sodass die Krone 1632 schließlich die Ländereien beider Familien konfiszierte. Die Gardynes zogen daraufhin in ein nahegelegenes Wohnhaus um und Gardyne Castle kam in den Besitz der Familie Lyell aus Dysart in Fife.
1740 wurde ein großer Anbau an das Tower House erstellt, der den Mitteltrakt des heutigen Gebäudes bildet. Ein weiterer Anbau erfolgte 1910; Harold Tarbolton war der Architekt. Anfang des 21. Jahrhunderts wurde Gardyne Castle renoviert.